# Caere

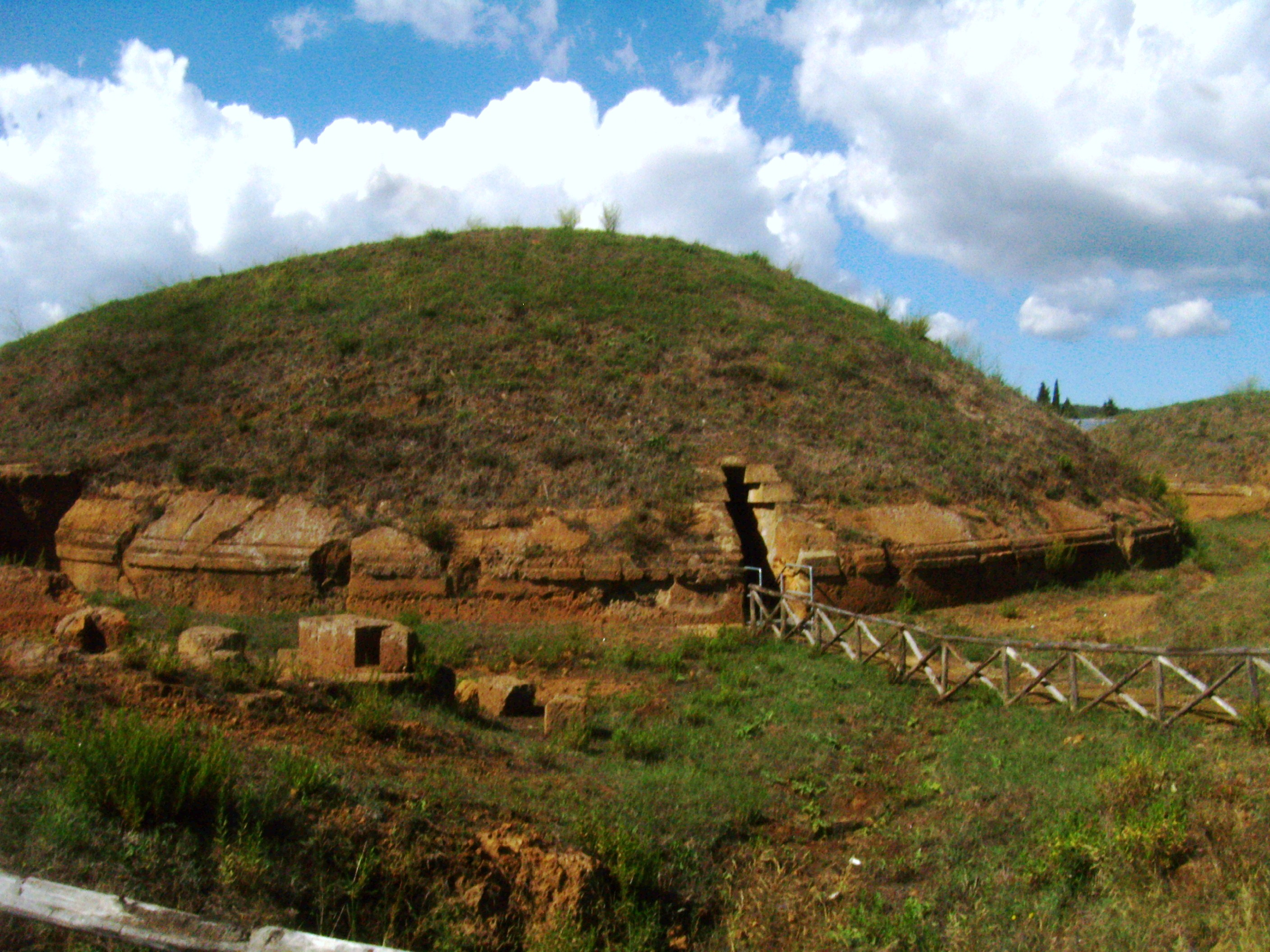
Tumulus, monumentales Grab in einer der Nekropolen von Caere

Caere ist der lateinische Name einer der bedeutendsten etruskischen Städte. Der etruskische Name des Ortes lautete in der Frühzeit Kaiserie und später Caisra. Es handelt sich um das heutige Cerveteri. Die Stadt liegt auf einem Hügel etwa 7 Kilometer vom Meer entfernt, hatte aber in der Antike drei Häfen: Pyrgi, Punicum und Alsium. Die Stadt gehörte dem etruskischen Zwölfstädtebund an.

## Name
Der Name Caere erscheint in römisch-lateinischen Quellen. Anhand von Inschriften kann rekonstruiert werden, dass die Stadt wahrscheinlich zunächst Kaiserie hieß. In einer punischen Inschrift, die sich in Pyrgi fand, wird der Name der Stadt KJSRJ geschrieben, was wohl als Kajserrije zu transkribieren ist. Nach späteren antiken Quellen war der etruskische Eigenname der Stadt Chaisrie, Chaire, Caisra oder auch Cisra. In griechischen Quellen wird die Stadt Agylla genannt.

## Geschichte

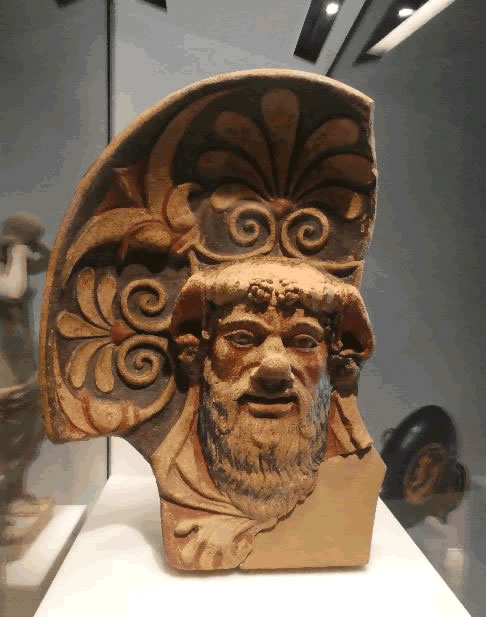
Antefix aus Caere

Das Gebiet der Stadt war schon von der Villanovakultur besiedelt, doch sind deren Reste hier bei weitem nicht so zahlreich wie an anderen etruskischen Orten. Mit Beginn des sechsten Jahrhunderts ist ein plötzlicher starker Anstieg an Wohlstand zu beobachten. Caere mag ihren Aufschwung den Eisen-Minen in den Tolfa-Bergen verdankt haben. Die Lage nahe am Meer machte sie auch zu einer wohlhabenden Handelsstadt. Vor allem die zahlreichen in den Nekropolen gefundenen griechischen Vasen belegen den Handel mit Süditalien und Griechenland. Daneben war sie auch ein bedeutendes Zentrum für Handwerk und Kunst. Die ältesten Beispiele der Bucchero-Keramik stammen aus Caere und es kann vermutet werden, dass diese typisch etruskische Keramik hier entwickelt oder zumindest hier zum ersten Mal in größeren Umfang produziert wurde. Schon aus der Zeit um 700 v. Chr. stammt das sogenannte Regolini-Galassi-Grab in Caere, das ausgesprochen reich mit Goldbeigaben ausgestattet war und den frühen Wohlstand der Stadt in der orientalisierenden Zeit belegt. In den Gräbern dieser Epoche finden sich oft Importe aus dem Orient und reiche Goldfunde.
Die Stadt scheint von verschiedenen bedeutenden Familien regiert worden zu sein, die von Handel, aber auch von Piraterie reich wurden. In den Jahren 530 und 510/500 v. Chr. wirkten in der Stadt griechische Künstler. Ein Beispiel sind die Maler der Caeretaner Hydrien. Es handelt sich wahrscheinlich um zwei griechische Vasenmaler, die sich in der Stadt niedergelassen hatten, dort eine Generation lang wirkten und farbenfroh bemalte Hydrien produzierten.
Die Stadt wird bloß gelegentlich bei antiken Autoren erwähnt, so dass sich ihre Geschichte nur bruchstückhaft rekonstruieren lässt. Caere war an der Schlacht von Alalia (um 540 v. Chr.) beteiligt. Punier und Etrusker hatten sich gegen die Griechen verbündet, die versuchten, auf Korsika Fuß zu fassen. Die Griechen konnten geschlagen werden. Die griechische Kolonie Alalia auf Korsika wurde etruskisch. Die überlebenden Griechen (Phokäer) wurden nach Caere gebracht und dort gesteinigt. Der Ort der Steinigung galt jedoch als verflucht und jeder, der ihn betrat, wurde krank oder verstümmelt, worauf die Leute von Caere beim Orakel von Delphi nachfragten, was zu tun sei. Insgesamt scheinen die Beziehungen von Caere zu den Griechen jedoch gut gewesen zu sein. Caere war auch die einzige etruskische Stadt, die ein Schatzhaus in Delphi hatte.
Aus der Zeit um 500 v. Chr. stammen die Goldbleche von Pyrgi, einem der Häfen von Caere. Zwei von ihnen haben Inschriften in etruskischer Sprache, das dritte trägt eine punische Inschrift. Der etruskische Text ist keine genaue Übersetzung des punischen Textes. Dieser berichtet, dass Thefarie Velianas, König/Verwalter von Caere, in seinem dritten Amtsjahr einen Tempel der Astarte weihte. Der Text belegt gute Beziehungen zwischen den Puniern und Etruskern. Um 500 v. Chr. floh der gestürzte etruskische König von Rom, Lucius Tarquinius Superbus, nach Caere ins Exil. Im Jahr 384/383 v. Chr. plünderte Dionysios I. von Syrakus Pyrgi, einen Hafen der Stadt. Hilfstruppen kamen von Caere, doch wurden auch diese geschlagen.
Um 387 v. Chr. fielen die Gallier in Italien ein und griffen Rom an. Nach Strabon (Geographie V 3, 2) schlugen die Truppen aus Caere die Gallier, nachdem diese Rom geplündert hatten und sich auf dem Rückweg befanden. Darüber hinaus hatte Caere Flüchtlinge aus Rom aufgenommen, darunter die Priesterinnen der Vesta, und auch das heilige Feuer (ewige Feuer der Vesta) überstand in Caere. Überhaupt waren die Beziehungen zu Rom eng und römische Adlige sandten ihre Kinder zur Erziehung nach Caere. In etwa diese Zeit datiert auch die Stadtmauer von Caere. Ab etwa 273 v. Chr. geriet Caere unter römische Herrschaft. Im Jahr 270 v. Chr. wurde Gaius Genucius Clepsina erster römischer Präfekt der Stadt. Er errichtete ein unterirdisches Heiligtum in der Stadt, in dem sich eine Inschrift befindet, die das belegt. Der genaue Verlauf dieser Unterwerfung ist heute nicht mehr rekonstruierbar. Es gab zahlreiche Fehden. Rom soll als Folge einen 100-jährigen Waffenstillstand mit Caere geschlossen haben, praktisch war das südliche Etrurien ab etwa 264 v. Chr. in römischer Hand. Die Stadt verlor stark an Bedeutung und soll in der Kaiserzeit nur noch ein Dorf gewesen sein.

## Überreste
Von der antiken Stadt ist nur wenig bekannt. Aus diversen  Quellen sind sechs Tempel bekannt. Zwei von ihnen sind ausgegraben. Einer gehörte der Hera, der andere befand sich im Norden der Stadt. Teile der Stadtmauern sind noch heute sichtbar. Sie wurde am Anfang des fünften Jahrhunderts errichtet. Es gab verschiedene Stadttore. Acht von ihnen sind mit Sicherheit belegt, weitere können vermutet werden. Ältere Grabungen legten ein Theater frei. 
Es gab drei Nekropolen; aus dem 7. und 6. Jahrhundert v. Chr. stammen bemerkenswert reiche Gräber, wie z. B. die Tomba Regolini-Galassi oder die Tomba del Sorbo, die sich in der Sorbo-Nekrople, südlich der antiken Stadt fanden. Das Gebiet dieses Friedhofes ist modern weitestgehend überbaut. Die Banditaccia-Nekropole ist mit Abstand die größte der Stadt und liegt östlich der antiken Stadt. Sie ist relativ gut erhalten und wurde als Archäologischer Park für Besucher zugänglich gemacht.